# Ratio Club
Il Ratio Club è stato un piccolo gruppo informale di giovani psicologi, fisiologi, matematici ed ingegneri britannici che, nei primi anni del secondo dopoguerra, si incontravano per discutere dei problemi di interesse della cibernetica, che in quegli anni viveva i primi anni di forte espansione.

## Storia
Il gruppo nacque da un'idea del neurologo John Bates, dopo un incontro sul comportamento animale tenuto dalla "Society of Experimental Biology" a Cambridge, nel luglio 1949, e continuò i suoi incontri fino al 1958.  La riunione inaugurale si tenne nel settembre 1949 con un intervento su "Finality and Form in Nervous Activity" tenuto da Warren McCulloch, che mantenne poi a lungo rapporti con i membri del club.
Il nome Ratio fu suggerito dal matematico e psicologo Albert Uttley, come radice di una parola latina che indica "calcolo, o facoltà della mente che calcola, organizza e ragiona", ed anche con riferimento a rationarium, nel senso di descrizione statistica, e ratiocinatius, cioè argomentativo.  L'uso fu probabilmente ispirato da un precedente suggerimento del fisico e neurofisiologo Donald Mackay del "MR club", da Machina ratiocinatrix, un termine adoperato da Norbert Wiener nell'introduzione al suo libro, all'epoca di recente pubblicazione, La cibernetica. Wiener usava il termine riferendosi al calculus ratiocinator di Leibniz.  Tra le alternative, fu anche considerata la possibilità di intitolare il gruppo alla memoria di Kenneth Craik, un giovane psicologo scozzese prematuramente scomparso nel 1945, che aveva formulato nelle sue pubblicazioni molte delle idee fondamentali della cibernetica.
Tra i membri fondatori vi furono anche lo psichiatra William Ross Ashby, il neurofisiologo W. Grey Walter, il fisico Thomas Gold, il fisico e teorico dell'informazione Donald M. MacKay. Alan Turing si aggiunse dopo il primo incontro.  Il Ratio Club fu il più influente ed autorevole gruppo in ambito cibernetico in Gran Bretagna, e molti dei suoi membri divennero importanti scienziati.